# Ibeas de Juarros
Ibeas de Juarros é um município da Espanha na província de Burgos, comunidade autónoma de Castela e Leão, de área 130,269 km² com população de 1298 habitantes (2007) e densidade populacional de 9,18 hab/km².

## Demografia
| Variação demográfica do município entre 1991 e 2004 | Variação demográfica do município entre 1991 e 2004 | Variação demográfica do município entre 1991 e 2004 | Variação demográfica do município entre 1991 e 2004 |
| --------------------------------------------------- | --------------------------------------------------- | --------------------------------------------------- | --------------------------------------------------- |
| 1991                                                | 1996                                                | 2001                                                | 2004                                                |
| 839                                                 | 966                                                 | 989                                                 | 1192                                                |